# جاشوآ کاکس
جاشوآ کوکس (انگلیسی: Joshua Cox؛ زادهٔ ۹ آوریل ۱۹۶۵) یک هنرپیشه اهل ایالات متحده آمریکا است. 